# سوم افزوده

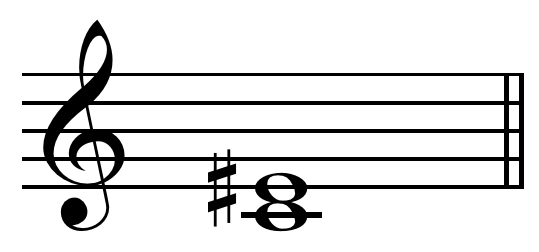
سوم افزوده از دو.

سوم افزوده (انگلیسی: Augmented third) در موسیقی کلاسیک برگرفته از فرهنگ غربی، فاصله‌ای موسیقایی است که از پنج نیم‌پرده تشکیل شده است. این فاصله می‌تواند از افزودن یک نیم‌پرده کروماتیک به یک سوم بزرگ ایجاد شود. برای نمونه فاصله بین نت دو تا نت می (C تا E) یک سوم بزرگ است که چهار نیم‌پرده دارد و هر دو فاصله نت‌های دو بمل تا می (♭C تا E) و نت‌های دو تا می دیز (C تا ♯E) سوم افزوده هستند که پنج نیم‌پرده دارند.